# Lhomme
Lhomme ist eine französische Gemeinde mit 938 Einwohnern (Stand: 1. Januar 2022) im Département Sarthe in der Region Pays de la Loire. Die Gemeinde gehört zum Arrondissement La Flèche und zum Kanton Montval-sur-Loir (bis 2015: Kanton La Chartre-sur-le-Loir). Die Einwohner werden Lhommois und Lhommoises genannt.

## Geographie
Lhomme liegt etwa 39 Kilometer südöstlich von Le Mans. Umgeben wird Lhomme von den Nachbargemeinden Courdemanche im Norden, Loir-en-Vallée im Osten, La Chartre-sur-le-Loir im Süden und Südosten, Marçon im Süden und Südwesten sowie Chahaignes im Westen.

## Bevölkerungsentwicklung
| Jahr                      | 1962 | 1968 | 1975 | 1982 | 1990 | 1999 | 2006 | 2013 | 2020 |
| Einwohner                 | 882  | 832  | 798  | 903  | 842  | 902  | 966  | 860  | 924  |
| Quelle: Cassini und INSEE |      |      |      |      |      |      |      |      |      |

## Sehenswürdigkeiten
- Dolmen von Lhomme (auch von Maupertuis), Monument historique
- Schloss La Gidonnière, seit 1985 Monument historique

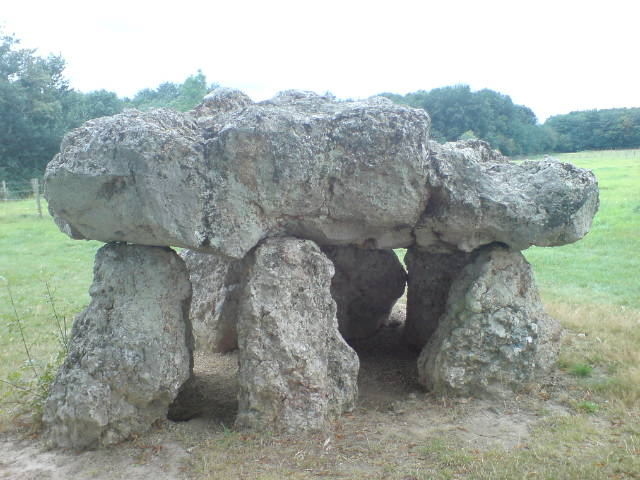
Dolmen von Maupertuis